# St. Stephan (Denklingen)

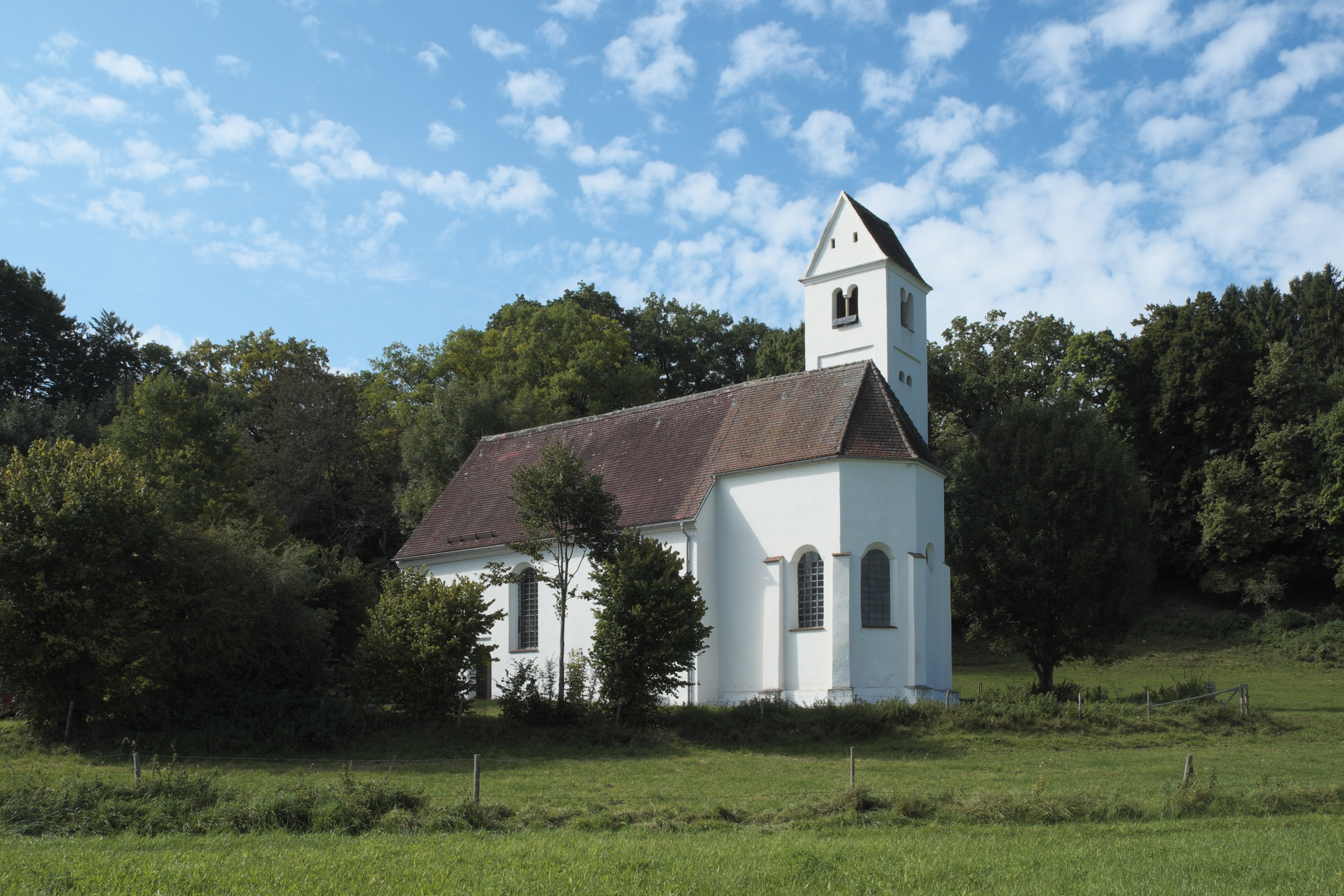
Osteraufkirche (St. Stephan) bei Denklingen

Die katholische Filialkirche St. Stephan, auch Osteraufkirch oder Osteraufkirche, ist eine im 12. Jahrhundert entstandene Kirche, die auf freier Flur zwischen Denklingen und Dienhausen im Landkreis Landsberg am Lech steht.
Die Kirche liegt einige Meter westlich der ehemaligen fürstbischöflichen Straße von Augsburg nach Füssen. Die Straße wurde von Kardinal Peter von Schaumberg im 15. Jahrhundert ausgebaut und befestigt und ist heute ein Wirtschaftsweg.
Der Turmunterbau der Kirche stammt aus dem 12. oder 13. Jahrhundert, Chor und Langhaus stammen aus der Zeit des Straßenausbaus in der zweiten Hälfte des 15. Jahrhunderts. Zur Kirche gehörte damals auch ein Mesnerhaus, das im Dreißigjährigen Krieg während der Pestepidemie 1636 verlassen wurde und 1669 einstürzte. Die Kirche gehörte damals zur heute abgegangenen Ortschaft Osteraufkirch. Ab 1730 erhielt die Kirche eine Barockausstattung, 1870 wurde ein Kreuzweg des Augsburger Künstlers Ferdinand Wagner eingebaut.

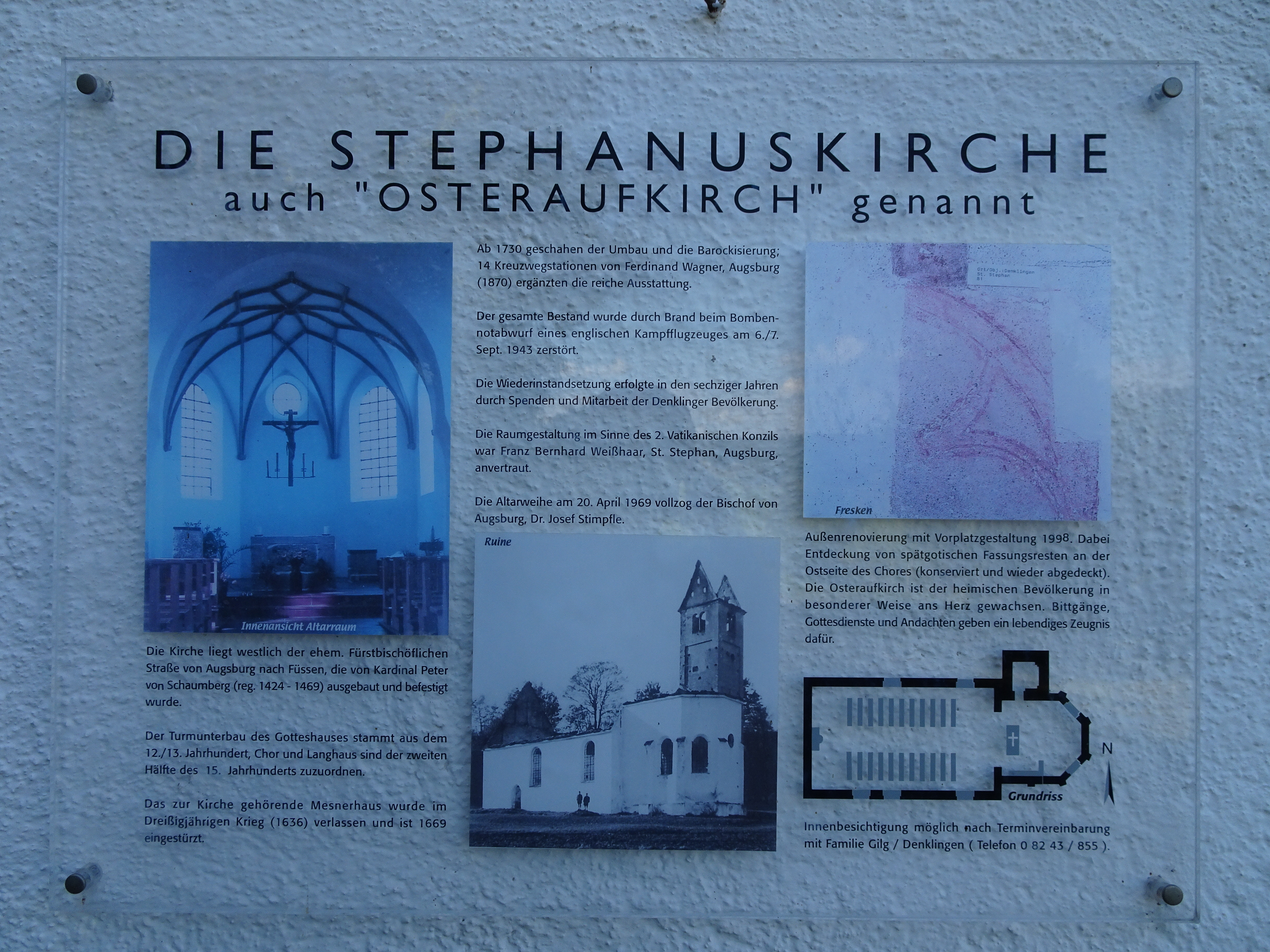
Infotafel über die Baugeschichte der Osteraufkirche inkl. ihrer Zerstörung 1943

Am 6./7. September 1943 wurde die völlig allein auf weiter Flur stehende Kirche durch einen Notabwurf britischer Fliegerbomben getroffen und brannte völlig aus. Der Pilot und der Heckschütze des britischen Bombers vom Typ Halifax kamen beim Versuch einer Notlandung im benachbarten Aschthal ums Leben. Ihre Leichname wurden nach dem Krieg auf den alliierten Soldatenfriedhof Dürnbach am Tegernsee überführt und dort bestattet. Drei weitere Besatzungsmitglieder konnten noch mit dem Fallschirm abspringen und gerieten auf ihrer weiteren Flucht in deutsche Kriegsgefangenschaft.
Der Wiederaufbau des Gotteshauses erfolgte in den 60er Jahren und wurde in erster Linie durch Spenden und Mitarbeit der Denklinger und Dienhauser Bevölkerung ermöglicht. Den neuen, schlichten Innenraum gestaltete der Augsburger Franz Bernhard Weißhaar „im Sinne des 2. Vatikanischen Konzils“, die Altarweihe vollzog der Augsburger Bischof Josef Stimpfle am 20. April 1969. Der alte Choraltar mit der Darstellung der Steinigung des heiligen Stephanus, die Chordecke mit der Verherrlichung des heilgen Stephanus, Kanzel, Seitenaltar und Deckenfresko im Schiff wurden nicht wiederhergestellt.
Die Außenmauern der Kirche wurden 1998 saniert, dabei wurden spätgotische Fassungsreste an der Ostseite des Chors entdeckt, die konserviert und wieder abgedeckt wurden. Heute finden in der Kirche nur noch gelegentlich Andachten und Gottesdienste statt.